# Stężyca (gemeente in powiat Kartuski)
De gemeente Stężyca is een landgemeente in het Poolse woiwodschap Pommeren, in powiat Kartuski.
De gemeente bestaat uit 18 administratieve plaatsen solectwo: Borucino, Gapowo, Gołubie, Kamienica Szlachecka, Klukowa Huta, Łączyno, Łosienice, Niesiołowice, Nowa Wieś Kartuska, Nowe Czaple, Pierszczewo, Potuły, Sikorzyno, Stężyca, Stężycka Huta, Szymbark, Zgorzałe, Żuromino
De zetel van de gemeente is in Stężyca.
Op 30 juni 2004 telde de gemeente 8537 inwoners.

## Oppervlakte gegevens
In 2002 bedroeg de totale oppervlakte van gemeente Stężyca 160,3 km², waarvan:
- agrarisch gebied: 53%
- bossen: 30%

De gemeente beslaat 14,31% van de totale oppervlakte van de powiat.

## Demografie
Stand op 30 juni 2004:
| Omschrijving                   | Totaal | Totaal | Vrouwen | Vrouwen | Mannen | Mannen |
| ------------------------------ | ------ | ------ | ------- | ------- | ------ | ------ |
| eenheid                        | aantal | %      | aantal  | %       | aantal | %      |
| inwoners                       | 8537   | 100    | 4198    | 49,2    | 4339   | 50,8   |
| bevolkingsdichtheid (inw./km²) | 53,3   | 53,3   | 26,2    | 26,2    | 27,1   | 27,1   |

In 2002 bedroeg het gemiddelde inkomen per inwoner 1583,34 zł.

## Plaatsen zonder de statussołectwo
Betlejem, Bolwerk, Chrustowo, Czapielski Młyn, Czysta Woda, Danachowo, Dąbniak, Delowo, Drozdowo, Dubowo, Dąbrowa, Gołubie-Wybudowanie, Kamienny Dół, Kolano, Krzeszna, Krzeszna-Stacja, Kucborowo, Łączyński Młyn, Malbork, Mała Krzeszna, Mestwin, Niebo, Nowa Sikorska Huta, Nowy Ostrów, Ostrowo, Pażęce, Piekło, Pierszczewko, Przyrowie, Pustka, Pypkowo, Rzepiska, Smokowo, Stara Sikorska Huta, Stare Czaple, Stare Łosienice, Stężyca-Wybudowanie, Szczukowo, Śnice, Teklowo, Uniradze, Wieżyca, Wygoda Łączyńska, Zdrębowo

## Aangrenzende gemeenten
Chmielno, Kartuzy, Kościerzyna, Sierakowice, Somonino, Sulęczyno